# National Museum of African Art
El Museu Nacional d'Art Africà (en anglès National Museum of African Art és un museu de la Smithsonian Institution especialitzat en el cultiu i l'art africà, situat a Washington DC. Fundat el 1964 com a museu privat, va passar a formar part de la Smithsonian Institution l'onze de juny. El museu conté una col·lecció de pintures del famós pintor africà contemporani Fathi Hassan, considerat el primer pintor contemporani de la història de l'art africà.